# Pavel Lang
Pavel Lang (* 6. února 1954) je bývalý český politik, na přelomu 20. a 21. století poslanec Poslanecké sněmovny za ODS.

## Biografie
V roce 1989 se během sametové revoluce stal mluvčím Občanského fóra učitelů na škole v Karlových Varech. V komunálních volbách roku 1990 byl zvolen do zastupitelstva Karlových Varů a působil jako předseda školského výboru. V roce 1991 po rozkladu Občanského fóra přešel do nově ustavené ODS. Byl zvolen  prvním předsedou místního sdružení ODS v Karlových Varech. V roce 1995 se stal předsedou oblastního sdružení strany a na tomto postu se uvádí ještě i roku 1999. V roce 1996 zasedl rovněž do vedení regionálního sdružení ODS v Západočeském kraji (od roku 1997 jako jeho 
1. místopředseda).
V komunálních volbách roku 1994 a komunálních volbách roku 1998 neúspěšně kandidoval za ODS do zastupitelstva města Karlovy Vary.Svou účastí na kandidátní listině podpořil své spolustraníky vědomě z nevolitelných míst.
V roce 1998 byl jmenován ředitelem střední školy v Karlových Varech
Ve volbách v roce 1998 byl zvolen do poslanecké sněmovny za ODS (volební obvod Západočeský kraj). Byl členem sněmovního hospodářského výboru, ve kterém zastával i funkci předsedy Podvýboru pro obchod a cestovní ruch. V parlamentu setrval do voleb v roce 2002. V primárkách ODS před volbami v roce 2002 se dostal na 5. a tudíž nevolitelné místo kandidátní listiny v Karlovarském kraji.
Po skončení mandátu V PSP ČR od roku 2003 byl pedagogem ve střední škole v Karlových Varech.
V letech 2003 - 2007 byl členem dozorčí rady podniku MERO ČR, zabývající se dopravou ropy do ČR.
Je ženatý. S manželkou, jež pracuje jako učitelka, mají dvě dcery, Terezu a Petru.
V současné době je v důchodu